# Эрих IV (герцог Саксен-Лауэнбурга)
Эрих IV (нем. Erich IV. von Sachsen-Lauenburg; 1354, Ратцебург — 1411, Ратцебург) — герцог Саксен-Ратцебург-Лауэнбурга с 1368 года, герцог Саксен-Лауэнбурга с 1401 года.

## Биография
Сын Эриха II Саксен-Лауэнбургского и Агнессы, дочери графа Иоганна III Гольштейнского.
В 1373 году женился на Софии Брауншвейг-Люнебургской, дочери герцога Магнуса II, положив тем самым конец многолетней вражде двух родов, которые в 1362—1369 годах находились в состоянии войны.
В 1390 году, 14 июня, заключил договор с Любеком, сделавший возможным строительство Штекницкого канала от Эльбы к морю. Канал, открывшийся 22 июля 1398 года, соединил водным путём ганзейские города Лауэнбург, Люнебург, Гамбург и Любек.
В мае 1401 года умер бездетным двоюродный брат Эриха IV — Эрих III. Незадолго до смерти он заложил часть своих владений Любеку, и город предъявил претензии на эти территории. Однако Эрих IV объявил себя единственным наследником умершего. Дело решилось путём переговоров. По договору от 13 июля 1401 года Мёльн отходил Любеку, всё остальное получил герцог Саксен-Лауэнбурга.

## Дети
У Эриха IV и его жены Софии Брауншвейг-Люнебургской было не менее 10 детей:
- Эрих V (ум. 1436), герцог Саксен-Лауэнбурга
- Иоганн IV (ум. 1414), соправитель
- Альбрехт (ум.1421), настоятель храма в Хильдесхейме
- Магнус (ум. 1452), епископ Хильдесхейма и Каммина
- Бернхард II (ум. 1463), герцог Саксен-Лауэнбурга
- Оттон (ум. до 1431)
- Агнесса (ум. до 1415), жена Альбрехта II Гольштейнского (ум. 1403)
- Екатерина (ум. ок. 1448), первый муж — Иоганн VII фон Верль (ум. 1414), второй муж — герцог Иоганн IV Мекленбургский (ум. 1422)
- София (ум. 1462), муж — герцог Померании Вартислав IX.